# ミズーリ州

ミズーリ州
State of Missouri

州の愛称: 疑い深い州
The Show Me State

ミズーリ州（ミズーリしゅう、英: State of Missouri 発音: [mɪˈzuəri] ( 音声ファイル), [məˈzɜrə] ( 音声ファイル)）は、アメリカ合衆国中西部のミシシッピ川沿いにある内陸の州。アメリカ合衆国50州の中で陸地面積では第21位、人口では第19位でもある。前身のミズーリ準州から1821年8月10日に合衆国24番目の州に昇格した。現在は、観光が州のおもな産業の一つとなっている。
州都は、ジェファーソンシティ市である。ミズーリ州を代表する都市は、イリノイ州との州境にあるセントルイス市と、カンザス州との州境にあるカンザスシティ市であり、ともに都市圏人口200万人以上の大都市でもある。ほかの主要都市にはスプリングフィールド市、インディペンデンス市、コロンビア市など。とりわけ、ミシシッピ川に面するセントルイス市は開拓時代より西部への玄関口として発展し、現在では中西部きっての観光都市として発展している。
ミシシッピ川沿いにある多数の町はヨーロッパからの移民の影響を強く受けており、現在でも当時の教会や町並みが多く残っている。特にセントジェネビーブや、そこから1時間ほどの場所にあるケープジラードなどはフランス系移民の影響が強く、大きな教会や狭い街路など美しい町並みが見られ、知られざる観光地である。
| 家庭で話される言語（ミズーリ州） 2010 | 家庭で話される言語（ミズーリ州） 2010 | 家庭で話される言語（ミズーリ州） 2010 | 家庭で話される言語（ミズーリ州） 2010 | 家庭で話される言語（ミズーリ州） 2010 |
| ------------------------------------- | ------------------------------------- | ------------------------------------- | ------------------------------------- | ------------------------------------- |
|                                       |                                       |                                       |                                       |                                       |
| 英語                                  | 英語                                  |                                       | 94.12%                                | 94.12%                                |
| スペイン語                            | スペイン語                            |                                       | 2.65%                                 | 2.65%                                 |

| 人種構成（ミズーリ州） 2010 | 人種構成（ミズーリ州） 2010 | 人種構成（ミズーリ州） 2010 | 人種構成（ミズーリ州） 2010 | 人種構成（ミズーリ州） 2010 |
| --------------------------- | --------------------------- | --------------------------- | --------------------------- | --------------------------- |
|                             |                             |                             |                             |                             |
| 白人                        | 白人                        |                             | 81.0%                       | 81.0%                       |
| 黒人                        | 黒人                        |                             | 11.6%                       | 11.6%                       |
| ヒスパニック                | ヒスパニック                |                             | 3.5%                        | 3.5%                        |
| アジア系                    | アジア系                    |                             | 1.6%                        | 1.6%                        |
| インディアン                | インディアン                |                             | 0.5%                        | 0.5%                        |
| 混血                        | 混血                        |                             | 2.1%                        | 2.1%                        |

## 州名の由来
ミズーリ州はミズーリ川にちなんで名付けられており、「ミズーリ」はスー族インディアンの部族名だった。彼らは「ウィミスーリタ（ouemessourita あるいは wimihsoorita）」と呼ばれ、マイアミ・イリノイ語で「丸木船を持つ人々」を意味している。イリニ族はこの地域でヨーロッパ人が初めて遭遇したインディアンであり、ヨーロッパ人からミズーリと呼ばれることになった。

## 歴史

### ミシシッピ文化

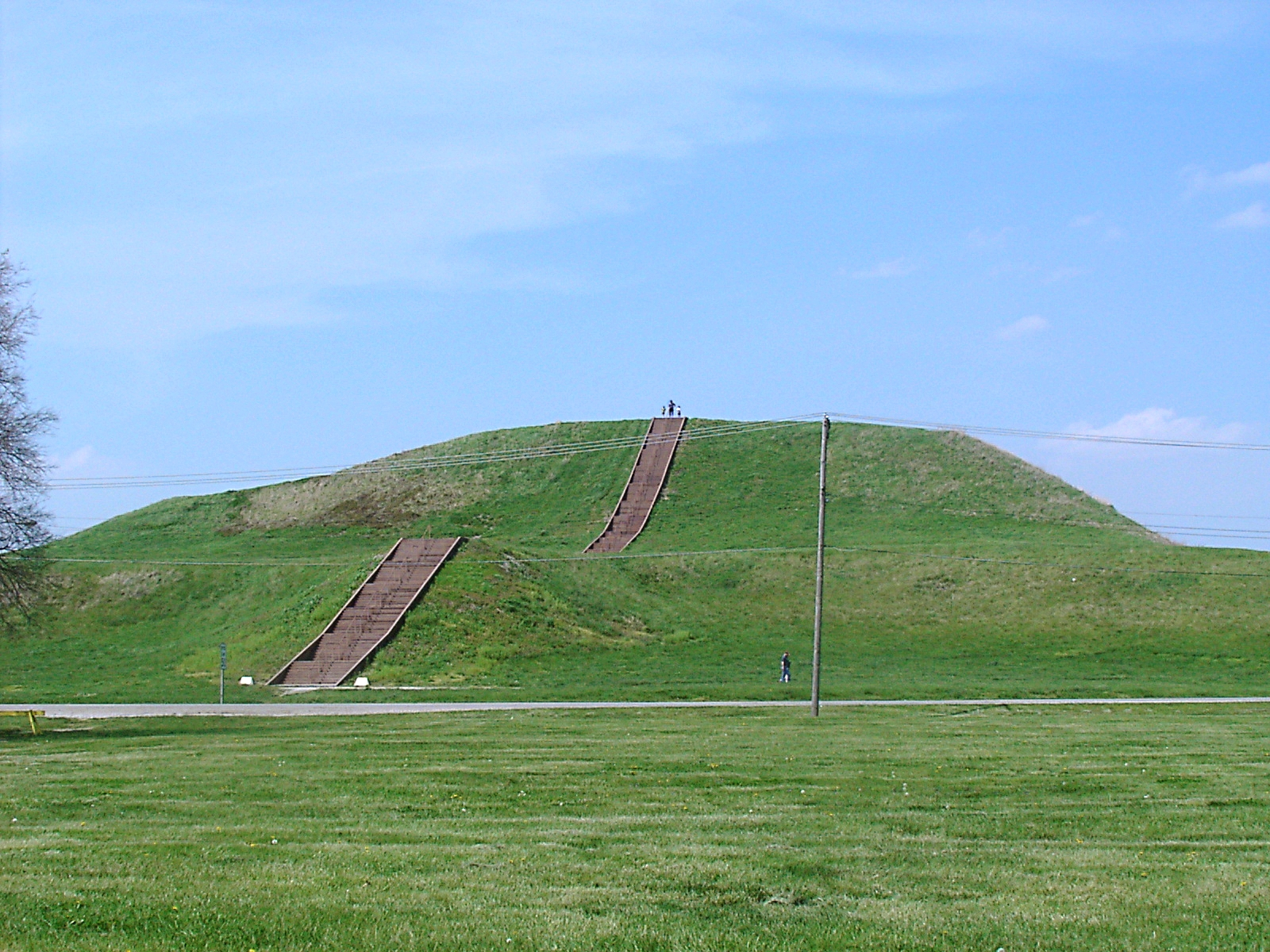
コリンズビルのカホキア遺跡にあるモンクス＝マウンド (Monk's Mound) 。

ヨーロッパ人がミズーリ州となった地域を探検し開拓する前の数千年間、インディアンが居住していた。河川沿いの考古学調査により、7,000年以上にわたって継続して人類が住んでいたことが示されている。西暦1000年以前から複合的なミシシッピ文化が発生し、現在のセントルイス市郊外のミシシッピ川対岸のカホキア（現在のイリノイ州コリンズビル）に、地域の政治的中心を作り出していた。その大きな都市には数千人の住人が住み、巨大なマウンドと呼ばれる土盛り構造物を作っていたことで知られている。このマウンドは宗教、政治および社会的な目的があり、円錐台形の頂部は壇をなしていた。カホキアは五大湖やメキシコ湾にまで及ぶ地域交易ネットワークの中心だった。この文化は1400年までに衰退し、住人はヨーロッパ人が到着するずっと前に地域を離れていた。セントルイス市には前史時代のマウンドが多く残されていたため、ヨーロッパ系アメリカ人がマウンドシティと呼んだこともあったが、そのマウンドの多くは都市開発のために失われてきた。ミシシッピ文化のマウンドはミシシッピ川中流域やオハイオ川流域、さらに南東部上流域に残っている。

### フランス領ルイジアナ
この地域に入った最初のヨーロッパ人開拓者はフランス系カナダ人であり、セントルイスから約1時間南のセントジェネビーブに最初の開拓地を作った。彼らは1750年ごろにイリノイ・カントリーから移ってきていた。ミシシッピ川東岸にあった開拓村では、土地が痩せてきており、増加する人口を養うに足る平地がなかった。セントジェネビーブは農業中心として繁栄するようになり、小麦、トウモロコシおよびタバコを生産して、余剰分を下流のルイジアナに船で運んだ。この農産物はルイジアナ、特にニューオーリンズ市の生き残りのために重要なものになった。1762年のフォンテーヌブロー条約によってヌエバ・エスパーニャ副王領とされた。

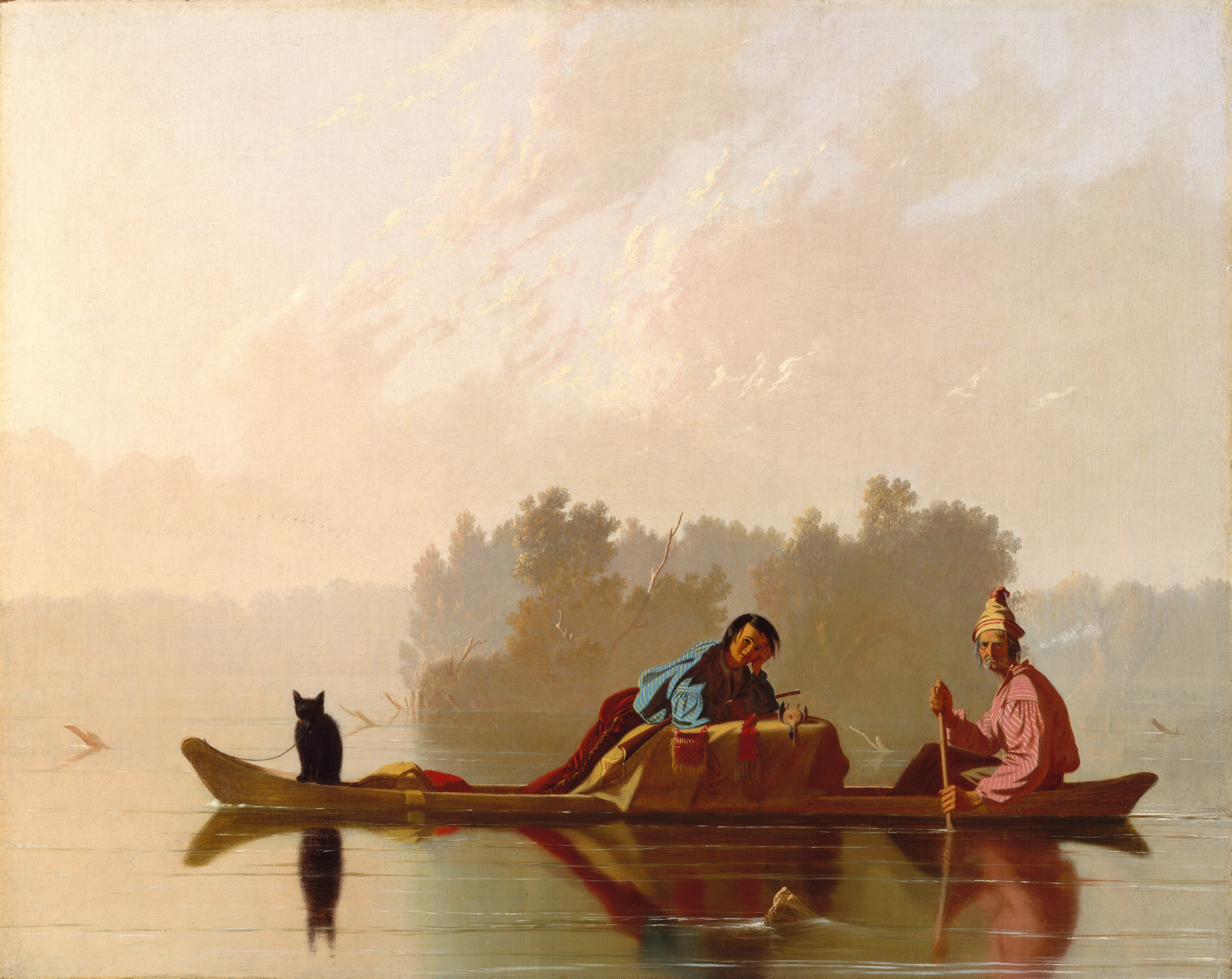
「ミズーリ川を下る毛皮交易業者」ジョージ・ケイレブ・ビンガム画

それからまもなく、1764年にニューオーリンズ市から来たフランス人によってセントルイスの町が設立され、1764年から1803年までミシシッピ川西岸の流域はその北限までフランス領ルイジアナと呼ばれた。スペイン人がセントルイスに現れたのは1767年9月だった。セントルイスはミズーリ川やミシシッピ川流域に広がるインディアンとの毛皮交易中心となり、その後長い間地域経済を支配する要素となった。交易会社と提携している者たちはセントルイスから毛皮を船積みしてニューオーリンズ市まで運び、そこからヨーロッパの市場に送った。その見返りにさまざまな商品が業者に渡り、それがインディアンとの交易に使われた。毛皮交易とそれに関連する事業でセントルイスは初期の金融中心となり、それで得た富によって瀟洒な家を建て、贅沢品を輸入する者もいた。セントルイスはミシシッピ川とイリノイ川が合流する地点に近く、農作地域からの産品も取り扱うことができた。ミシシッピ川による輸送と交易は地域経済と一体のものとなり、セントルイスは地域最初の主要都市として、特に蒸気船が発明され川の交易が増えたあとは、著しい発展を遂げた。

### ルイジアナ買収
1800年、ナポレオン・ボナパルトは、サンイルデフォンソ条約によってスペイン領だったルイジアナをフランスに取り戻した。ただし、この条約は秘密にしておかれた。ルイジアナは1803年11月30日にフランスに移管されるまで、名目上スペイン領だった。これはルイジアナがアメリカ合衆国に移譲されるちょうど3週間前のことだった。
アメリカ合衆国による1803年のルイジアナ買収地の一部だったミズーリ州は、19世紀に西に向かう探検隊や開拓者の出発点になったため、「西部への玄関」という呼び名がついた。セントルイスの西にあるセントチャールズは、1804年にミシシッピ川から出発し、西部領土を探検し、太平洋に至ったルイス・クラーク探検隊の出発点かつ帰還目標地となった。セントルイスはその後長い間、西に向かう開拓者隊の重要な供給点となっていた。1812年、ニューマドリード地震で揺り動かされたが、まだ人口が希薄だったため被害は軽かった。
ミズーリ州西部の開拓者の多くがアッパーサウスから移ってきたため、労働力としてアフリカ人奴隷を連れてきており、その文化と奴隷制度の継続を望んだ。ミズーリ川沿いの17郡に入った者が多く、そこはプランテーションによる農業を可能にする平地であり、リトル・ディキシーと呼ばれるようになった。

### ミズーリ妥協
1821年、ミズーリはミズーリ妥協によって奴隷州として州昇格を認められ、暫定州都はセントチャールズに置かれた。1826年、州都はやはりミズーリ川沿いのジェファーソンシティに移され、恒久的なものになった。当初、州の西側境界はコーズマスを通る子午線で定義されたため直線だった。コーズマスはカンザス川がミズーリ川に合流する地点であり、その後、川がこの定義を動かしてきた。この直線はオーセージ境界線と呼ばれている。1835年、インディアンから土地を買収したプラット買収によって、州北西隅に領域が付け加えられ、カンザス川より北側にあるミズーリ川が州境になった。この領土追加によってミズーリ州の面積は約66,500平方マイル（172,000平方キロメートル）となり、バージニア州（65,000平方マイル、168,000平方キロメートル）に代わって当時の国内最大の州になった（当時のバージニア州は現在のウェストバージニア州を含んでいた）。
1830年代初期、モルモン教徒が北部州やカナダから移ってきて、インディペンデンス近くとその北に入植し始めた。昔からの開拓者（おもに南部出身）とモルモン教徒（おもに北部出身）の間に宗教と奴隷制度をめぐって紛争が起こった。1838年にはモルモン戦争が起きた。1839年、リルバーン・ボッグス知事が「根絶命令」を出したこともあり、昔からの開拓者がモルモン教徒をミズーリ州から追い出し、その土地を没収した。

### 奴隷制度に関する紛争
奴隷制度に関する紛争は州と準州の境界で緊張感を高めた。1838年から1839年、いわゆるハニーランドに関するアイオワ州との境界論争では、両州が州境に民兵隊を招集することになった。移民が増加し、1830年代から1860年代にかけて、ミズーリ州の人口は10年ごとに倍増していった。新参者の大半はアメリカ生まれだが、1840年代後半と1850年代にはアイルランドとドイツから多くの移民が到着した。彼らは大半がカトリック教徒で、それまでプロテスタントが大半だった州内で独自の宗教習慣を作り上げた。アイルランド人は飢饉と弾圧から、ドイツ人は革命の騒動から逃れてきており、奴隷制度には同調的でなかった。都市に入った多くの移民は地域の、のちには州全体のカトリック教会と学校のネットワークを作り上げた。19世紀のドイツ人移民はミズーリ川沿いでワイン産業を、セントルイス市ではビール産業を始めた。
南北戦争以前の農業は自給自足農業が大半だった。奴隷を所有する農夫の大半は、奴隷の数が5人未満だった。農園主は、歴史家の定義で奴隷数20人以上であり、ミズーリ川沿い、ミズーリ州中央部のリトル・ディキシーと呼ばれた郡部に集中していた。奴隷制度に関わる緊張感は、おもに州と国の未来に関わっていた。1860年、州人口は118万2,012人となり、奴隷はその10パーセント足らずだった。ミシシッピ川に沿った農地や低地集落を洪水から守るために、1860年まで総延長140マイル（220キロ）の堤防が建設されていた。

### 南北戦争
1861年、南部州のアメリカ合衆国からの脱退が始まり、ミズーリ州議会は脱退のための特別会議に送る代議員の選挙を要求した。その会議では、断固としてアメリカ合衆国に残留することが投票で決められた。南部寄りの州知事クレイボーン・F・ジャクソンは、訓練のためにセントルイスのキャンプに集めていた数百名規模の民兵隊の動員を命じた。この動きに刺激された北軍の将軍ナサニエル・ライアンはキャンプを取り囲み、民兵隊に降伏を強いた。ライアンの部隊はほとんど英語を話せないドイツ人移民で構成されていたが、捕虜達に町の通りを行進させるよう指示した。兵士たちは捕虜の周りに集まった敵意を持つ市民集団に発砲した。のちにセントルイス虐殺（St. Louis Massacre）と呼ばれることになるこの事件で、武装していない捕虜に加えてセントルイス市民の男女子供が殺された。
この事件は州内の南軍支持感情を高めた。ジャクソン知事は、脱退会議の議長を務めたスターリング・プライスを、新しいミズーリ州軍の長に指名した。ライアン将軍による北軍の急速な侵攻があり、ジャクソンとプライスは1861年6月14日に州都ジェファーソンシティから逃げ出した。ジャクソンはネオショーの町で州議会の開会を要求し、脱退条例を成立させた。しかし、南部の脱退に向けた見解で固まったとしても、州全体の会議のみが脱退を決める権限があった。その会議は北部支持者が支配していたため、いかなる場合も南部よりは北部寄りであり、議会で採択された脱退条例にはほとんど信任が与えられていない。それでもアメリカ連合国は1861年10月30日にミズーリ州の脱退を認知した。

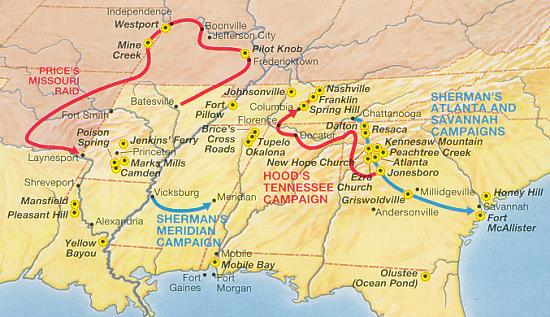
ミシシッピ川流域戦線におけるプライスの襲撃、1864年

選挙で選ばれた知事が州都におらず、議会議員も散り散りになっていたため、ジャクソンの部隊とともに南部に逃亡した20人を除き、集められる議員の大半で州会議を再招集した。この会議ではすべての役人の解任を宣言し、新しいミズーリ州知事にハミルトン・ギャンブルを指名した。リンカーン大統領の内閣はただちにギャンブルの政府を合法的なミズーリ州政府として承認した。この連邦政府の判断により、北軍のために州内で任務にあたる北軍側の民兵隊と志願兵連隊を立ち上げることが可能になった。
プライス将軍のミズーリ州軍と、ベンジャミン・マカロック将軍の下にアーカンソー州とテキサス州から集められた南軍の連合部隊と、北軍との間に戦闘が続いた。南軍はウィルソンズ・クリークの戦いとレキシントン包囲戦で勝利したが、至る所で戦力を失い、補強される北軍に直面して、まずアーカンソー州に、さらにテキサス州マーシャルまで後退した。
南軍の正規軍はミズーリ州に何度か大規模な襲撃を敢行したが、その後の3年間、州内で行われた戦闘はほとんどゲリラ戦だった。ウィリアム・クァントリル大尉、フランク・ジェイムズ、ジェシー・ジェイムズ、ヤンガー兄弟、ウィリアム・T・アンダーソンなど「市民兵士」あるいは暴徒が、素早く動く小部隊の戦術を使った。ミズーリ・パルティザン・レンジャーズなどをはじめとして、北軍に占領されたアメリカ連合国領域でそのような暴動が起きた。南北戦争が終わったあとも、ジェイムズ兄弟などがゲリラ戦を継続して無法状態の期間を作ったことを評価する近年の歴史家もいる。1880年代、ミズーリ州南中部の「ボールドノバーズ」の行動などは、戦後も長く続いた非公式敵対行為であるとみられている。

### 20世紀以降

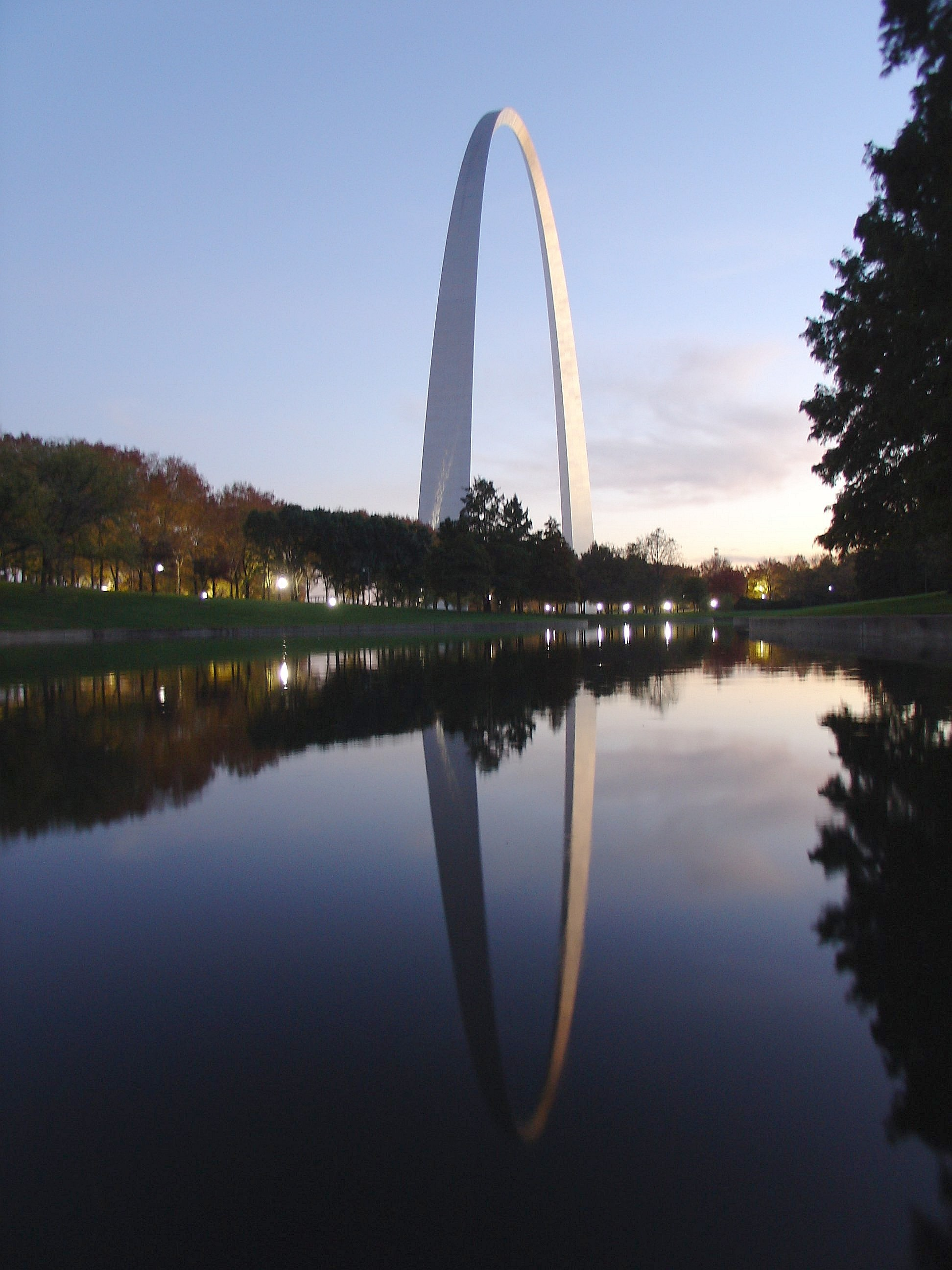
セントルイスにあるゲイトウェイアーチ

1930年、スプリングフィールド周辺地域でジフテリアが流行し、およそ100人が命を落とした。この地域に血清が急送され、医療関係者が伝染の拡大を止めた。
1950年代半ばから1960年代、セントルイスとカンザスシティは脱工業化が進み、鉄道や製造業で働き場が失われた。中西部の工業都市の多くが同様の状況だった。1956年、セントチャールズ市に州内では初の州間高速道路が通った。このような高規格道路の建設によって、都市の中流階級住民が郊外に開発された新しい住宅に移ることを容易にした。郊外地はもともと農地であり、低コストで土地を手配できた。主要都市は新しい経済分野を発展させ、人口の変化に対応する時代を過ごした。郊外地では知識産業や大規模ショッピングセンターなどサービス業で新しい就職機会が生まれた。
2014年8月、マイケル・ブラウン射殺事件をうけてファーガソン暴動が起きた。

## 地理

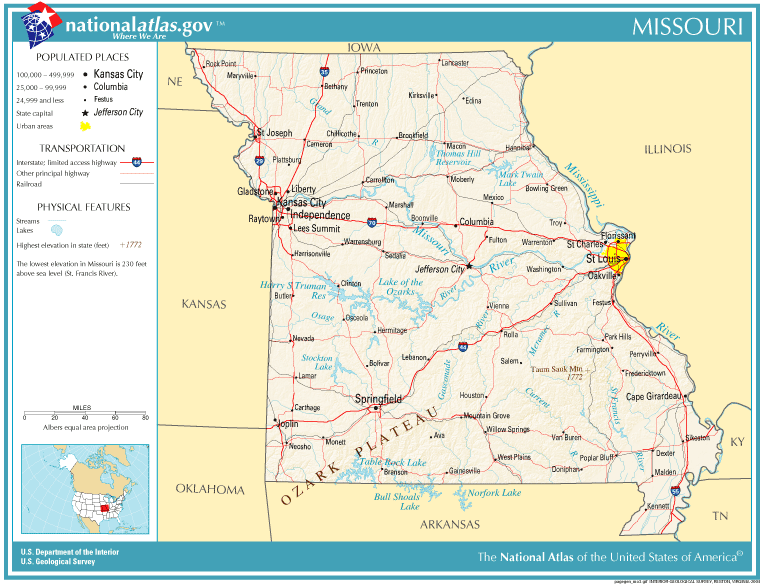
ミズーリ州の主要都市と道路

ミズーリ州の境界は、地理的に総計8つの異なる州と接しており、その数はテネシー州と並んで合衆国内の州では最多である。同州は北にアイオワ州、ミシシッピ川を挟んで東はイリノイ州、南東部でケンタッキー州およびテネシー州、南はアーカンソー州、ミズーリ川を挟んで西はカンザス州、さらに南西部でオクラホマ州、北西部でネブラスカ州とそれぞれ接している。州内2つの大河川の1つ、ミシシッピ川が州東部の境界となり、もう1つのミズーリ川は州内を東西に流れて、カンザスシティとセントルイス、2つの大都市圏をつないでいる。
今日のミズーリ州はアメリカ合衆国中西部に属すると考えるのが一般的だが、昔はアメリカ合衆国南部に入るとみなす人が多かった。これは南部からの移住者が入ってきたことと、南北戦争以前は奴隷州だったことがおもな理由である。「リトルディキシー」を構成する郡部は州中央のミズーリ川に沿っており、多くの奴隷を伴った南部からの移住者が開拓してきた。
関連項目：ミズーリ州の国立および州立公園
2005年、ミズーリ州の国立公園やリクリエーション地域を1,669万5,000人の観光客が訪れた。公園などの総面積は20万2,000エーカー（820平方キロメートル）あり、観光による収入は年間7,410万ドル、公園運営経費の26.6パーセントとなっている。

### 地形

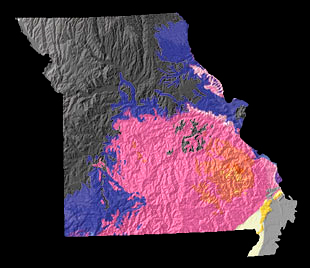
ミズーリ州の地勢図

ミズーリ川の北および、ところによってそのすぐ南の地域は、アイオワ州、ネブラスカ州およびカンザス州へ広がっている北部平原に入っている。ここのなだらかなうねりのある丘陵部は、かつてカナディアン・シールドからミズーリ川まで広がっていた氷河作用の名残である。ミシシッピ川、ミズーリ川、メラメック川に沿って多くの大きな河岸断崖がある。
州南部では開析台地であるオザーク高原が立ち上がり、先カンブリア時代の火成岩でできているセントフランシス山脈を取り囲んでいる。オザーク高原はアーカンソー州、カンザス州南東部、およびオクラホマ州北東部へ広がっている。ミズーリ州南西部の都市スプリングフィールドは、オザーク高原に位置している。この地域は石灰岩が多いカルスト地形となっており、陥没や洞穴が見られる。

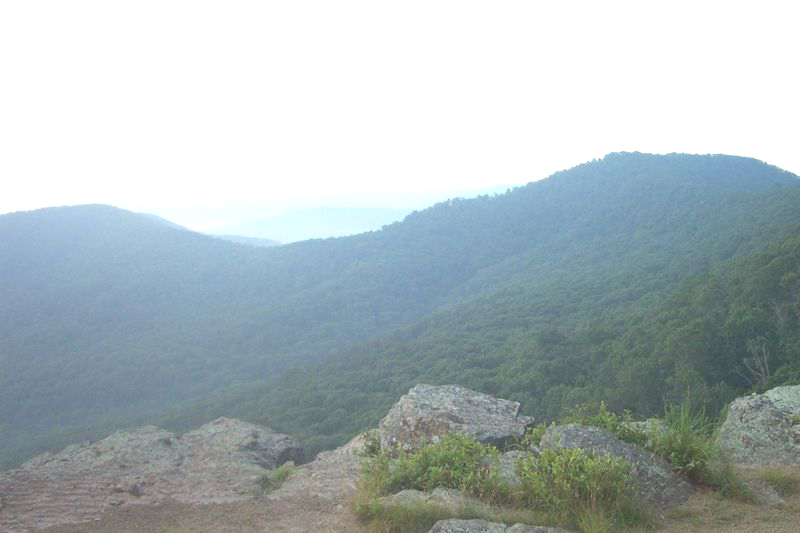
ミズーリ州南部のオザーク高原

州南東の端はミシシッピ沖積平原の一部であるブートヒールと呼ばれる地域であり、ミズーリ州の形状がここだけ南に突きだし、靴のかかとのように見えることからこの名前がある。この地域は州内でもっとも標高が低く、もっとも平坦であり、もっとも雨量が多い。経済が農業に依存しており、もっとも貧しい地域でもある反面、綿花と米が主要作物となりもっとも肥沃な土地でもある。1812年におきたニューマドリード地震の震源地だった。

### 気候
関連項目：ミズーリ州の気候
ミズーリ州は概して湿潤大陸性気候（ケッペンの気候区分"Dfa"）であり、寒い冬と、暑く湿度の高い夏が特徴である。州南部、特にブートヒール地域では温暖湿潤気候（ケッペンの気候区分"Cfa"）に変わる。内陸部にあるため気温は極端に高く、また低くなることがある。気温の変化を和らげる高山や大洋が近くになく、冷たい北極気団や暑く湿ったメキシコ湾気団の影響を交互に受けやすい。州内過去最高気温は1954年7月14日にウォーソーとユニオンで記録された118°F（48 ℃）、過去最低気温は1905年2月13日にやはりウォーソーで記録された-40°F（-40 ℃）である。
雷雨や竜巻など異常気象の影響も受けやすい。2011年、ジョプリンで発生した改良藤田スケールEF5の竜巻は、ジョプリン市のおよそ3分の1を破壊した。この竜巻による被害総額は10億ないし30億ドル、死者159人、負傷者1,000人以上となった。スケールEF5の竜巻としては1957年以来のものになった。この竜巻の規模は1947年以降の最大、アメリカ史の中では第7位、世界では第27位だった。
| 州内各都市の月別平均最高最低気温 |       |       |       |       |       |       |       |       |       |       |       |       |
| 都市                             | 1月   | 2月   | 3月   | 4月   | 5月   | 6月   | 7月   | 8月   | 9月   | 10月  | 11月  | 12月  |
| コロンビア                       | 37/18 | 44/23 | 55/33 | 66/43 | 75/53 | 84/62 | 89/66 | 87/64 | 79/55 | 68/44 | 53/33 | 42/22 |
| カンザスシティ                   | 36/18 | 43/23 | 54/33 | 65/44 | 75/54 | 84/63 | 89/68 | 87/66 | 79/57 | 68/46 | 52/33 | 40/22 |
| スプリングフィールド             | 42/22 | 48/26 | 58/35 | 68/44 | 76/53 | 85/62 | 90/67 | 90/66 | 81/57 | 71/46 | 56/35 | 46/26 |
| セントルイス                     | 40/24 | 45/28 | 56/37 | 67/47 | 76/57 | 85/67 | 89/71 | 88/69 | 80/61 | 69/49 | 56/38 | 43/27 |
|                                  |       |       |       |       |       |       |       |       |       |       |       |       |

## 人口動態

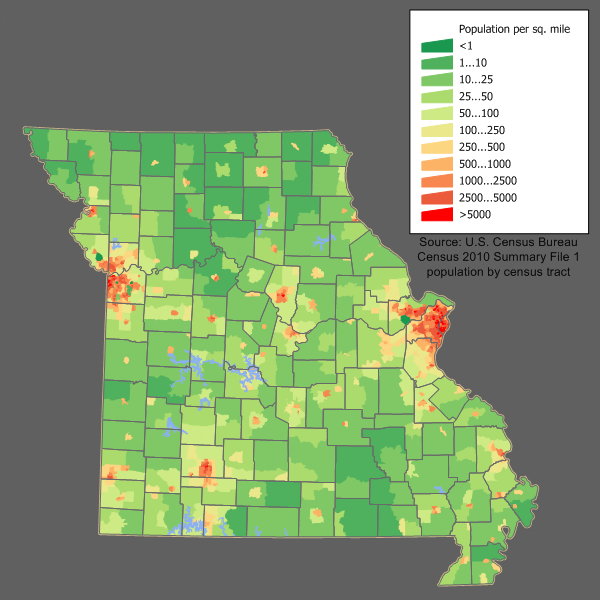
ミズーリ州の人口密度図

2020年国勢調査時点のミズーリ州の人口は6,154,913人であり、2010年国勢調査からは165,986人、2.77パーセント増加していた。人口密度は34.5人/平方キロメートルであり、ほぼ全国平均に等しい。州民の半分以上はセントルイスとカンザスシティの二大都市圏に住んでいる。
ミズーリ州の人口重心はオーセージ郡のウェストファリアとなっている。また、2000年の国勢調査時点で、アメリカ合衆国の人口重心が州内のフェルプス郡にあった。

### 人種および祖先
ミズーリ州の人種構成比および前の国勢調査との比較
| \| 国勢調査年： \| 2010年 \| 2000年 \| 1990年 \| \| ---------------------- \| ------ \| ------ \| ------ \| \| 白人 \| 82.8% \| 84.9% \| 87.7% \| \| 黒人 \| 11.6% \| 11.2% \| 10.7% \| \| アジア系 \| 1.6% \| 1.1% \| 0.8% \| \| ネイティブアメリカン \| 0.5% \| 0.4% \| 0.4% \| \| その他 \| 1.4% \| 0.9% \| 2.0% \| \| 混血 \| 2.1% \| 1.5% \| * \| \| \| \| \| \| \| ヒスパニック以外の白人 \| 81.0% \| 83.8% \| 86.9% \| \| ヒスパニック‡ \| 3.5% \| 2.1% \| 1.2% \| | ノート： * データ無し；混血は2000年の国勢調査で初めて報告された。 ‡ ヒスパニックには人種を問わず該当者全てが含まれる。 |        |        |
| 国勢調査年： | 2010年 | 2000年 | 1990年 |
| 白人 | 82.8% | 84.9%  | 87.7%  |
| 黒人 | 11.6% | 11.2%  | 10.7%  |
| アジア系 | 1.6% | 1.1%   | 0.8%   |
| ネイティブアメリカン | 0.5% | 0.4%   | 0.4%   |
| その他 | 1.4% | 0.9%   | 2.0%   |
| 混血 | 2.1% | 1.5%   | *      |
| | |        |        |
| ヒスパニック以外の白人 | 81.0% | 83.8%  | 86.9%  |
| ヒスパニック‡ | 3.5% | 2.1%   | 1.2%   |

州内で申告された祖先による構成比はドイツ系（27.4パーセント）、アイルランド系（14.8パーセント）、イギリス系（10.2パーセント）、アメリカ人（8.5パーセント）、フランス系（3.7パーセント）となっている。「アメリカ人」はインディアンまたはアフリカン・アメリカンと申告されたものを含むが、先祖からかなりの期間アメリカ合衆国の中に住んでいるヨーロッパ系アメリカ人も含まれている。
ドイツ系アメリカ人は、ミズーリ州内全体に居住している。アフリカ系アメリカ人は、セントルイス、カンザスシティ、南東部のブートヒール地域、および昔はプランテーション農業が重要だったミズーリ川流域でかなりの比率を占めている。フランス系のミズーリ・クレオールはセントルイスより南のミシシッピ川流域に集中している。カンザスシティには、ラテンアメリカ、特にメキシコからの移民、アフリカ系アメリカ人（スーダン、ソマリア、ナイジェリアなど）、東南アジア（中国、フィリピンなど）、東ヨーロッパ（ユーゴスラビアなど）の大きな移民社会があり、成長している。チェロキー族インディアンは州南部に存在している。
2004年時点で、人口の6.6パーセントは5歳以下、18歳以下が25.5パーセントと報告され、13.5パーセントが65歳以上である。女性は人口のおおよそ51.4パーセントである。人口の81.3パーセントは高校卒以上の学歴があり、全国平均を上回っている。また21.6パーセントは学士以上の学位を取得している。州人口のうち、19万4,000人（州人口の3.4パーセント）の外国生まれが含まれていた。
2000年時点で、世帯数は219万4,594世帯、世帯あたり2.48 人である。持ち家率は70.3パーセント、持ち家価格の中央値は8万9,900米ドルである。世帯あたり収入の中央値は1999年で3万7,934米ドル、人口ひとりあたりでは 2万0,936米ドルである。1999年で貧困線以下の住人は11.7パーセント（63万7,891人）だった。通勤に要する時間の平均値は23.8分である。

### 言語
州民の大多数は英語を話している。5.1パーセントは家庭で英語以外の言語を話している。セントルイスとカンザスシティ大都市圏では小さなラテン系社会でスペイン語が話されている。
ミズーリ・フランス語と呼ばれるフランス語の方言があり、絶滅に近いとされている。この方言の話者は自らをクレオールと名乗り、17世紀後半からイリノイ・カントリーと呼ばれた地域に入植したフランス人開拓者の子孫である。カナダやルイジアナのフランス語話者とは孤立して発展し、カナダ・フランス語やルイジアナ・クレオール・フランス語とは異なる特徴あるものになった。かつては地域で広く話されていたが、現在は数少ない年長者が話すのみで、絶滅が近くなっている。

### 宗教
ミズーリ州の州の住民の宗教的分布は以下の通りである。
- キリスト教 - 77パーセント
  - プロテスタント - 45パーセント
    - バプテスト（多くが南部バプテスト） –22パーセント
    - メソジスト –7パーセント
    - ルーテル教会 –4パーセント
    - 米国聖公会 - 4パーセント
    - 他のプロテスタント - 12パーセント

  - ローマ・カトリック - 19パーセント
  - ほかのキリスト教 - 8パーセント
- ほかの宗教 - 2パーセント
- 無宗教 - 15パーセント

## インディアン部族
ダコタ族、カドー族、イリニ族、フォックス族、デラウェア族、アイオワ族、キカプー族、ミズーリ族、オマハ族、オーセージ族、オート族、ソーク族、ショーニー族といった、狩猟民と農耕民のインディアンが混在し先住した。最大勢力はオーセージ族、ミズーリ族だった。
この州の部族は、19世紀にほとんどが他州へ強制移住させられ、現在、ショーニー族（東ショーニー族）だけが公式にミズーリ州政府に認定されている。アメリカ連邦政府が認定し、保留地を領有しているインディアン部族はひとつもなく、すべて絶滅したことになっている。
チェロキー族の各支族（下記）とサポニ族（英語: Saponi）が、アメリカ連邦政府に公式認定を要求中である。
- 「アニ・ユン・ウィヤ・チェロキー族」
- 「北チェロキー族」
- 「チカマウガ・チェロキー族」
- 「旧ルイジアナ領土のチェロキー族」
- 「ミズーリおよびアーカンソーの北チェロキー族」
- 「アモンソクワース・バンド」
- 「アモンソクワース・チェロキー族」
- 「チカマウガ・チェロキー族」
- 「チカマウガ・チェロキー族・サック川と白い川のバンド」
- 「ミズーリおよびアーカンソーの西のチェロキー族国家」
- 「ミズーリおよびアーカンソーの失われたチェロキー族国家」
- 「ミズーリおよびアーカンソーのオザーク山のチェロキー族国家」
- 「自由チェロキー族・犬の木のバンド」
- 「南チェロキー族」
- 「西チェロキー族」
- 「ミズーリおよびアーカンソー領土の西チェロキー族」
- 「ミズーリおよびアーカンソーの西チェロキー族国家」
- 「ミズーリの荒野の部族」

### インディアン・カジノ
現在のところ、同州の部族カジノは、オクラホマ州の東ショーニー族が経営する以下の一軒のみである。
- 「国境の町のビンゴ&カジノ」

## 郡

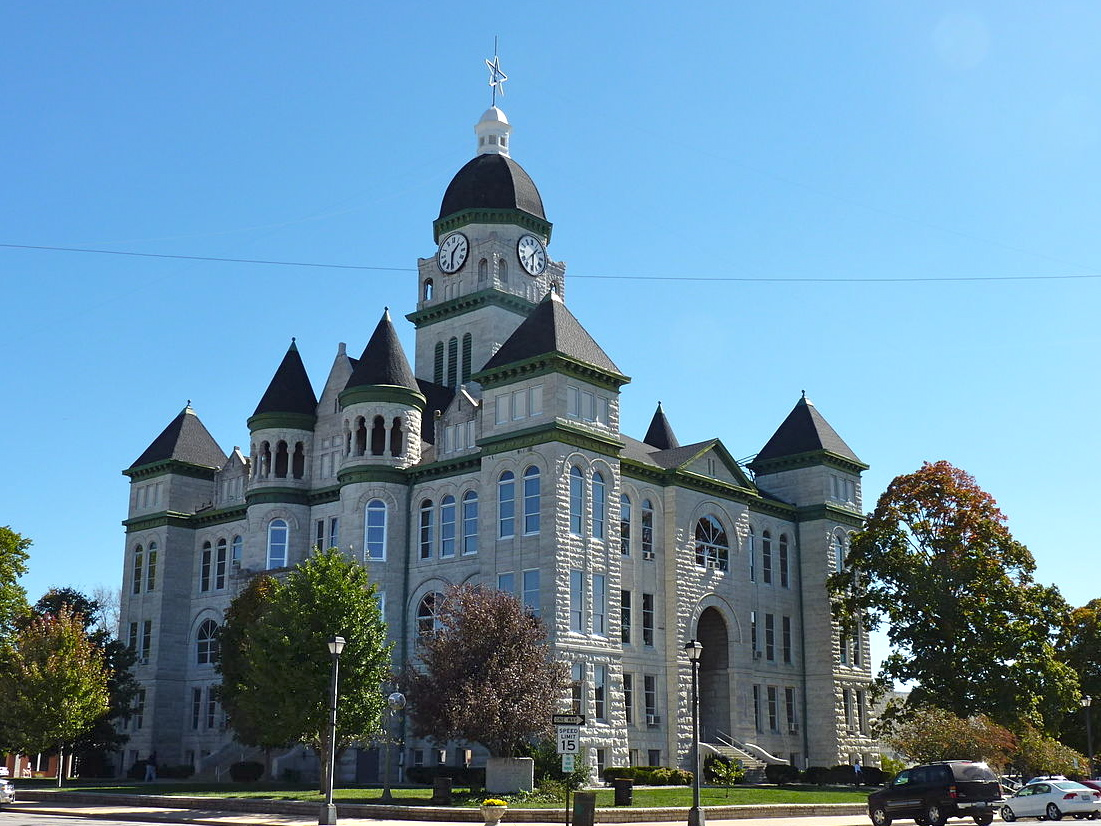
カーシージ市にあるジャスパー郡庁舎、アメリカ合衆国国家歴史登録財に指定されている

ミズーリ州には114の郡と1つの独立市（セントルイス市）がある
面積最大の郡はテキサス郡で1,179平方マイル（3,054平方キロメートル）、面積最小の郡はワース郡の266平方マイル（689平方キロメートル）である。セントルイス市の面積は61.9平方マイル（160平方キロメートル）であり、最小と言うこともできる。セントルイス市の人口密度は5,724.7人/平方マイル（2,037人/平方キロメートル）で最大となっている。
人口ではセントルイス郡が最大で98万8,954人であり、続いてジャクソン郡、セントチャールズ郡の順になっている。最少はワース郡の2,171人である。

## 都市および大都市圏
関連項目：List of cities in Missouri、List of villages in Missouriおよびミズーリ州の都市圏の一覧
州都はジェファーソンシティである。
ブランソンが州南西部のオザーク高原で主要観光地になっている。

### セントルイス大都市圏
主要記事：セントルイス
セントルイス大都市圏は州内最大の都市圏であり、イリノイ州内の8郡を含む2市14郡からなる大都市
統計地域であり、セントルイス市がその主要都市である。2020年国勢調査時点で、人口2,820,253人を擁し、合衆国内で21番目の大都市圏である。広域都市圏としては人口2,924,904人で、全米20位となる。ミズーリ州内のセントルイス大都市圏を構成する主要都市はセントチャールズ（St. Charles）、セントピーターズ（St. Peters）、フロリサント（Florissant）、チェスターフィールド（Chesterfield）、クレーブクール（Creve Coeur）、ワイルドウッド（Wildwood）、メリーランドハイツ（Maryland Heights）、オファロン、クレイトン（Clayton）、ボールウィン（Ballwin）、およびユニバーシティシティ（University City）である。

### カンザスシティ都市圏
主要記事：カンザスシティ (ミズーリ州)
カンザスシティ市はミズーリ州最大の都市であり、カンザス州の5郡を含む14郡からなるカンザスシティ都市圏の主要都市である。2020年国勢調査時点で、カンザスシティ大都市圏は人口2,192,035人であり、合衆国内第31位の大都市圏である。広域都市圏は人口2,528,644人を抱え、全米27位である。ミズーリ州内のカンザスシティ首都圏を構成する主要都市はインディペンデンス、リーズサミット、ブルースプリングス、レイタウン、リバティ、そしてグラッドストーンである。

## 政治と法律
主要記事：Law and Government of Missouriおよびミズーリ州知事

### 州政府

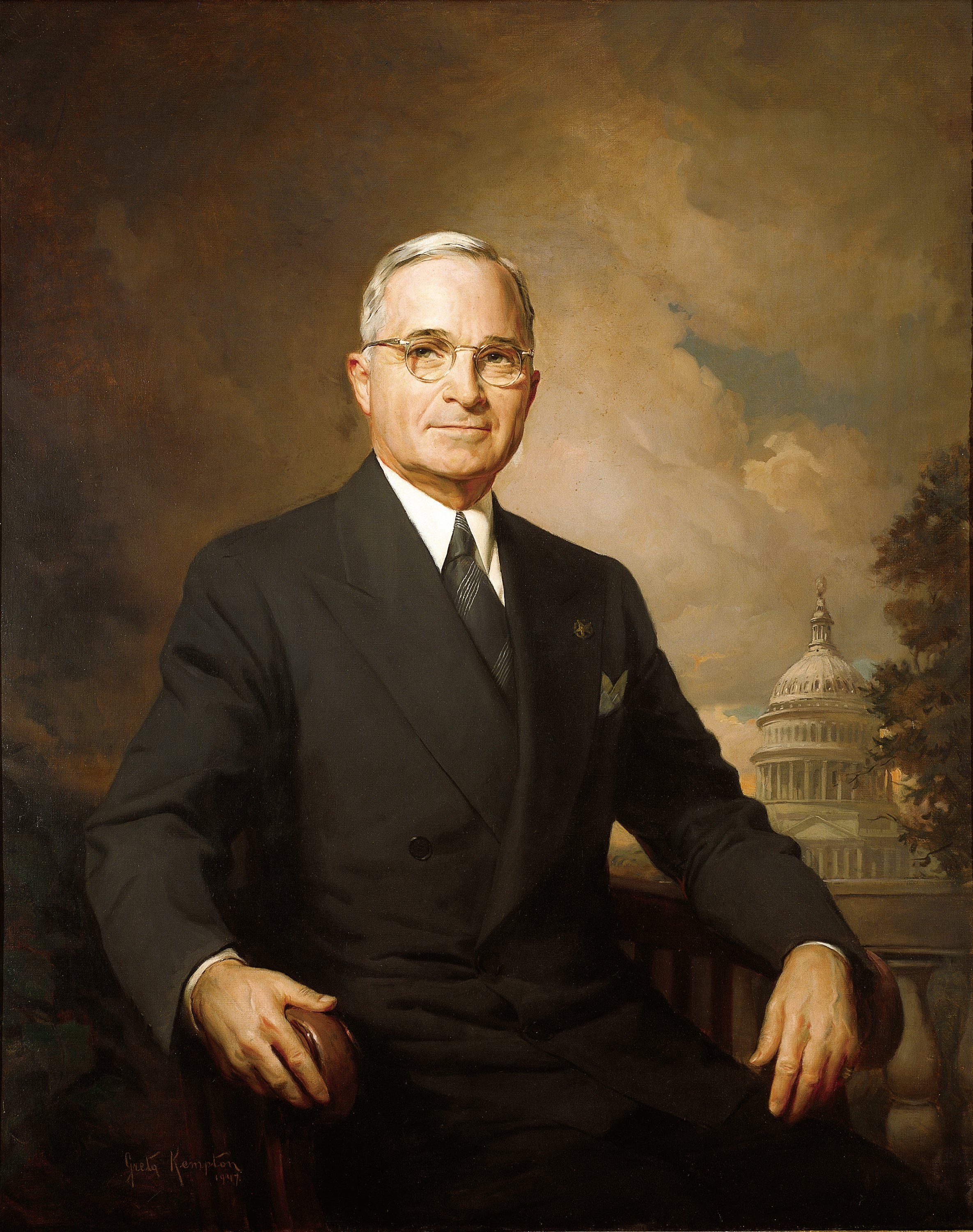
第33代アメリカ合衆国大統領ハリー・S・トルーマン、ミズーリ州からは唯一の大統領である

現行ミズーリ州憲法は1945年に採択された4代目の憲法である。行政府、立法府、司法府の三権分立を規定している。立法府は二院制であり、下院と上院がある。この2つを合わせてミズーリ州議会とされる。2004年、憲法の修正により結婚を1人の男性と1人の女性の間のものであると規定し、同性結婚を否定する最初の州になった。
下院は定数163人であり、最新国勢調査を元に割り振られている。上院の定数は34人であり、ほぼ同数の人口を持つ選挙区から選出されている。司法府は州最高裁判所（判事は7人）、ミズーリ州控訴裁判所（中間控訴裁判所はカンザスシティ、セントルイス、スプリングフィールドの3地区）、地方の初審を行う45の巡回裁判所で構成されている。行政府は州知事が首長であり、ほかに5人の州全体から選出される役人がいる。2008年の選挙の時点では、1人を除いてすべてが民主党員で占められていたが、連邦上院は2023年現在、全席を共和党が占めている。
第33代アメリカ合衆国大統領ハリー・S・トルーマン（在任1945年 - 1953年）は、州内ラマーで生まれた。ジャクソン郡の判事を務めたあと、アメリカ合衆国上院議員を10年間務め、1944年に副大統領に選出された。引退後はインディペンデンス市に住んだ。

### 大統領選挙
| 年     | 共和党           | 民主党           | その他         |
| ------ | ---------------- | ---------------- | -------------- |
| 2020年 | 56.71% 1,718,736 | 41.34% 1,253,014 | 1.95% 58,998   |
| 2016年 | 56.38% 1,594,511 | 37.87% 1,071,068 | 5.75% 162,687  |
| 2012年 | 53.64% 1,482,440 | 44.28% 1,223,796 | 2.08% 57,453   |
| 2008年 | 49.36% 1,445,814 | 49.23% 1,441,911 | 1.41% 41,386   |
| 2004年 | 53.30% 1,455,713 | 46.10% 1,259,171 | 0.60% 16,480   |
| 2000年 | 50.42% 1,189,924 | 47.08% 1,111,138 | 2.50% 58,830   |
| 1996年 | 41.24% 890,016   | 47.54% 1,025,935 | 11.22% 242,114 |
| 1992年 | 33.92% 811,159   | 44.07% 1,053,873 | 22.00% 526,238 |
| 1988年 | 51.83% 1,084,953 | 47.85% 1,001,619 | 0.32% 6,656    |
| 1984年 | 60.02% 1,274,188 | 39.98% 848,583   | 0.00% None     |
| 1980年 | 51.16% 1,074,181 | 44.35% 931,182   | 4.49% 94,461   |
| 1976年 | 47.47% 927,443   | 51.10% 998,387   | 1.42% 27,770   |
| 1972年 | 62.29% 1,154,058 | 37.71% 698,531   | 0.00% None     |
| 1968年 | 44.87% 811,932   | 43.74% 791,444   | 11.39% 206,126 |
| 1964年 | 35.95% 653,535   | 64.05% 1,164,344 | 0.00% None     |
| 1960年 | 49.74% 962,221   | 50.26% 972,201   | 0.00% None     |
| 1956年 | 49.89% 914,289   | 50.11% 918,273   | 0.00% None     |
| 1952年 | 50.71% 959,429   | 49.14% 929,830   | 0.15% 2,803    |
| 1948年 | 41.49% 655,039   | 58.11% 917,315   | 0.39% 6,274    |
| 1944年 | 48.43% 761,524   | 51.37% 807,804   | 0.20% 3,146    |
| 1940年 | 47.50% 871,009   | 52.27% 958,476   | 0.23% 4,244    |
| 1936年 | 38.16% 697,891   | 60.76% 1,111,043 | 1.08% 19,701   |
| 1932年 | 35.08% 564,713   | 63.69% 1,025,406 | 1.22% 19,775   |
| 1928年 | 55.58% 834,080   | 44.15% 662,562   | 0.27% 4,079    |
| 1924年 | 49.58% 648,486   | 43.79% 572,753   | 6.63% 86,719   |
| 1920年 | 54.56% 727,162   | 43.13% 574,799   | 2.32% 30,839   |
| 1916年 | 46.94% 369,339   | 50.59% 398,032   | 2.46% 19,398   |
| 1912年 | 29.75% 207,821   | 47.35% 330,746   | 22.89% 159,999 |
| 1908年 | 48.50% 347,203   | 48.41% 346,574   | 3.08% 22,150   |
| 1904年 | 49.93% 321,449   | 46.02% 296,312   | 4.05% 26,100   |
| 1900年 | 45.94% 314,092   | 51.48% 351,922   | 2.58% 17,642   |

関連項目：ミズーリ州の政党勢力
ミズーリ州は近年まで二大政党が拮抗するスイング・ステートとされていた。1904年から2004年の大統領選挙までは1956年を除いて常に当選者が勝利してきた経緯があり、これは他州よりも確率が高かった（1956年は当選した現職ドワイト・D・アイゼンハワーに対しアドレー・スティーブンソンが勝利した）。だが、2008年の大統領選挙で当選したバラク・オバマに対してジョン・マケインが僅差で勝利して以降は、当選結果に関わらず共和党の候補が連続的に勝利を続けている（2020年は当選したジョー・バイデンに対し、現職であったドナルド・トランプが勝利した）。

### 放任的なアルコールとタバコの法律
ミズーリ州はその大衆が概して、規制に対し「熱烈で、保守的で、その目で見なければ容易に信じない」態度をとることで知られており、州の非公式ニックネーム「疑い深い州（The Show Me State）」の由来の1つだとされている。ミズーリ州は合衆国の中でもアルコールとタバコの生産量が多いという事実と組み合わされて、アルコールとタバコに対する規制がもっとも放任な州となっている。
ミズーリ州法では、人が執務中以外に合法的にアルコールもしくはタバコを嗜んだからといって、雇用主が雇用を拒み、解雇しあるいはその他不利益になるようなことを、「不適切な雇用習慣」としている。

#### アルコール
州内にはドイツからの移民が多く、醸造業を発展させてきたこともあり、国内では常にアルコールを許容する側の州となってきた。州全体にわたる禁酒法を制定したことはない。1910年、1912年、1918年の3度にわたって禁酒に関する住民投票が行われたが、ことごとく拒否してきた。アルコールに関する規制が始まったのは1934年になってからだった。
今日、アルコールの規制は州政府によって行われており、地方政府は州法を超える規制を行うことを禁じられている。州全体では、オープンコンテナ法すなわち公共の場でアルコールを飲むことを禁じる法、アルコールに関わるブルー法（厳格な規制）、包装されたアルコールを販売する場所の規制（ドラッグストアやガスステーションでも酒類は販売できる）、アルコール濃度に基づく法の差異といったものがすべてない。些細なアルコールの「消費」（所有に対することば）を禁じる法は存在せず、州法では公共の場で酔っぱらったとしても逮捕や刑事罰を科されることがないようにしている。いかなる自治体もドライ（禁酒）に進むことがないようにしている。また両親や保護者が子供に酒を勧めることも認めている。カンザスシティの繁華街であるパワー・アンド・ライト地区は、町の通りで21歳以上の者が開栓されたアルコールを所有し、消費すること（プラスチックのカップに入っていればよい）を認めている国内でも数少ない場所の1つである。

#### タバコ
2010年5月時点で、国内でももっとも低いタバコ使用税を課しており、2002年と2006年に行われた住民投票でもその方針を守ってきた。2007年、雑誌フォーブスは州内最大の都市圏であるセントルイス大都市圏を、アメリカの「喫煙者にとって最良の都市」と位置づけた。アメリカ疾病予防管理センターによれば、2008年にミズーリ州には成人の喫煙者が24.5パーセントおり、全米でも第4位となっていた。タバコの購入と配分が許される年齢は18歳以上であるが、私有地の中では18歳未満の者にも家族がタバコを渡すことができる。
州議会で禁煙令を真剣に討議したことはなく、2008年10月、ミズーリ州健康高齢者サービス省が行った調査では、すべてのバーとレストランで喫煙を禁止する案を支持した者は27.5パーセントに留まった。州法では50席未満のバーやレストラン、ボウリング場、ビリヤード場で、独自に喫煙に関する方針を決定できるとしており、制限はない。

## 経済

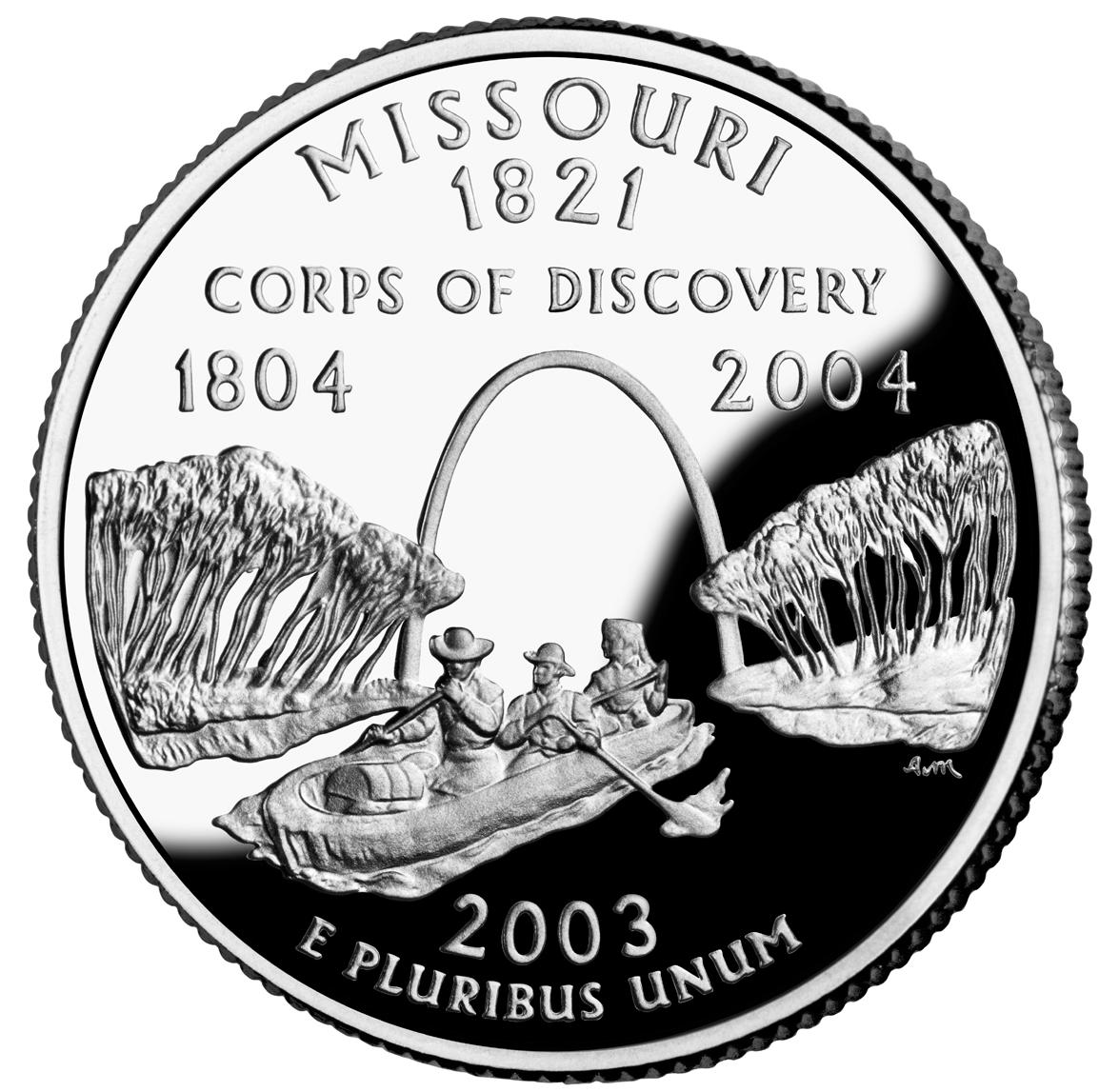
ミズーリ州の25セント硬貨、ルイス・クラーク探検隊を描いてある

2006年のミズーリ州の総州生産高のアメリカ合衆国商務省経済分析局推計では、2,259億米ドルであった。2006年の一人あたりの収入は、アメリカ合衆国内で26番目に位置する、3万2,705米ドルであった。主要産業は航空宇宙産業、輸送機器、食品加工、化学工業、印刷/出版、電気機器、軽工業、ビール醸造がある。
ミズーリ州の農業生産品は、牛肉、大豆、豚肉、乳製品、干し草、トウモロコシ、家禽、ソルガム、綿花、米、および鶏卵である。ミズーリ州は、豚生産で合衆国内の6番目に、牛で7番目に位置している。また、大豆生産で合衆国内の上位5番目までに入る州である。2001年時点で、テキサス州に続き2番目に多い10万8,000か所の農場がある。またワイン産業の育成にも力を入れている。
州内には膨大な量の石灰岩がある。そのほか、鉱業資源としては鉛、石炭、砕石がある。鉛の生産量は全米最大である。鉛鉱山の大半は州中東部にある。ポルトランドセメントの主要成分である石灰の生産量では全米1位あるいはそれに準じる位置づけである。
科学とバイオテクノロジーの分野でも成長している。国内最大級の遺伝子工学会社であるモンサントは、セントルイスを本拠地にしている。
観光業および卸し・小売業も製造業に次いで重要な産業になっている。
2012年5月時点での失業率は7.3パーセントであり、国内平均の8.2パーセントよりは低い。

### 税、金融
個人所得税は1.5 - 6.0パーセントの間で累進課税される。消費税は4.225パーセントである。地方によって加算されることがある。2,500以上の地方政府が資産税に依存しており、固定資産と動産に課税される。自動車を除き大半の動産は免税である。政府が所有する不動産、非営利墓地が使用する資産、宗教儀式専用資産、学校やカレッジの資産、また純粋に事前目的のものは免税である。相続税はなく、連邦政府遺産税に関連して限られた率の州遺産税がある。
カンザスシティとセントルイスには連邦準備銀行があり、国内でも唯一連邦準備銀行が2つある州となっている。カンザスシティの連邦準備銀行はミズーリ州西部、カンザス州、ネブラスカ州、オクラホマ州、コロラド州、ニューメキシコ州北部、ワイオミング州が対象である。セントルイスの連邦準備銀行は、ミズーリ州東部、イリノイ州南部、インディアナ州南部、ケンタッキー州西部、テネシー州西部、ミシシッピ州北部、アーカンソー州が対象である。

### カジノ
ミズーリ州の白人系カジノのいくつかは、隣州カンザス州をまたいで営業が行われている。両州は共同でのカジノ運営に意欲的であり、セントルイスでは3億7,500万ドル級の「リバーシティー・カジノ」が建設中である。
ミズーリ州のカジノ
- 「カジノ・アズタール・カルサーズヴィル」
- 「ハラーのセントルイス・カジノ&ホテル」
- 「イズレ・オブ・カプリ・カジノ&ホテル」
- 「リュミエール・プレース・カジノ&ホテル」
- 「セントルイス川面の大統領カジノ」
- 「テリブルズ・マーク・トウェイン・カジノ」

カンザス州と敷地を共有する州境のカジノ
- 「アメリスター・カジノ&ホテル」
- 「アルゴシー・川沿いのカジノ・ホテル&温泉」
- 「ハラーの北カンザスシティー・カジノ&ホテル」
- 「イズレ・オブ・カプリ・カジノ」
- 「テリブルズ・聖ジョセフ・フロンティア・カジノ」

## 交通

### 航空

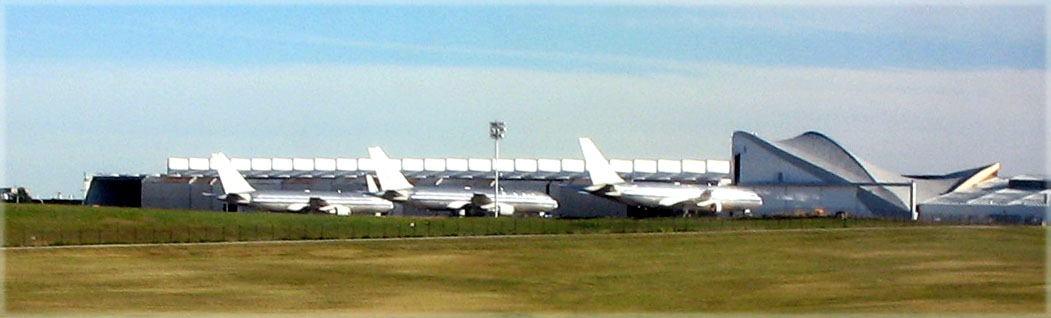
カンザスシティ国際空港

州内にはセントルイス・ランバート国際空港（STL）とカンザスシティ国際空港（MCI）の2つのハブ空港がある。

### 鉄道

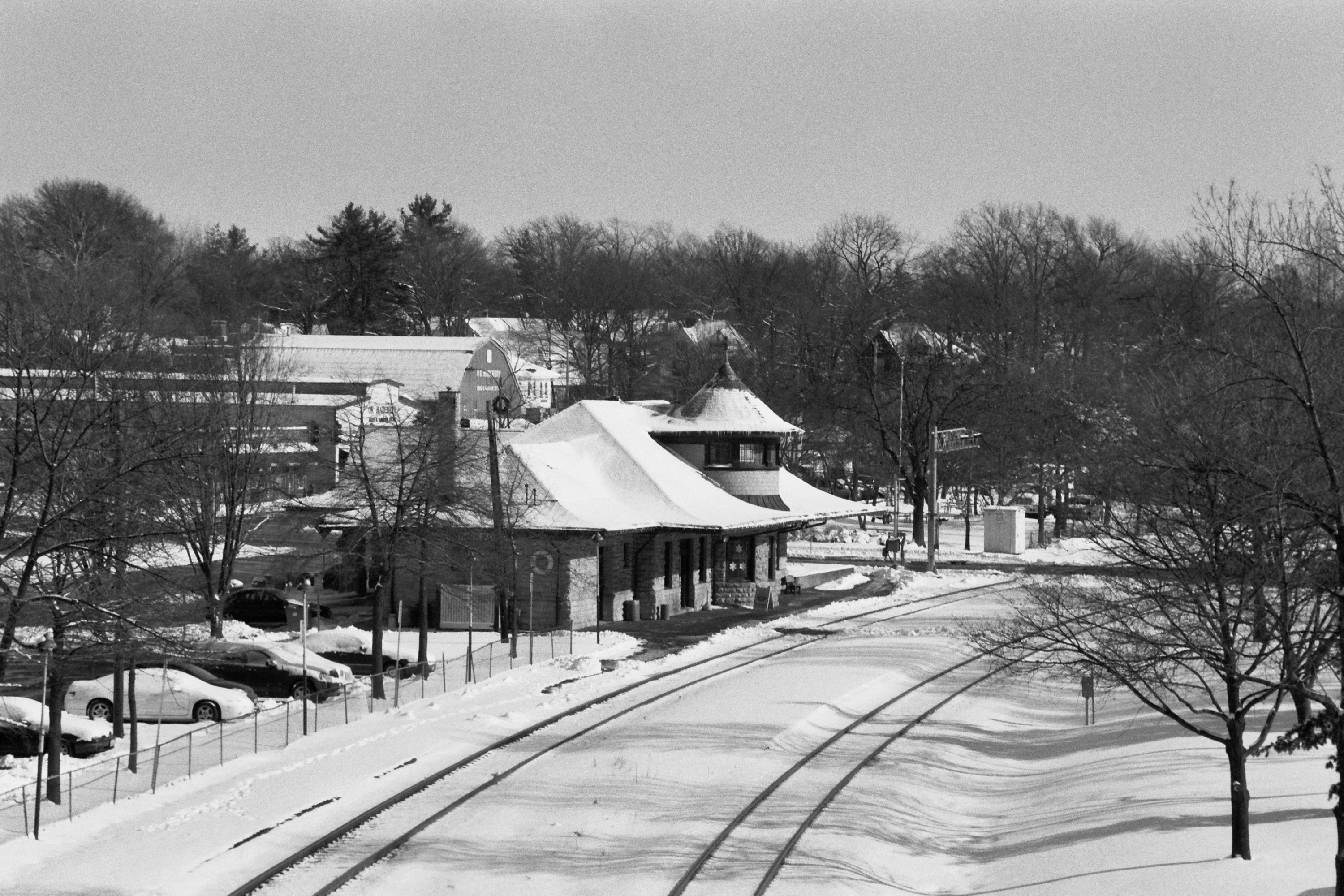
カークウッドにあるアムトラックの駅

アムトラックの旅客輸送は、カンザスシティ、ラプラタ、ジェファーソンシティ、セントルイス、リーズサミット、インディペンデンス、ウォーレンズバーグ、ハーマン、ワシントン、カークウッド、セダリア、ポプラブラフで利用できる。
セントルイスのメトロリンクは州内唯一の都市鉄道である。ミズーリ州とイリノイ州に跨がっており、総延長では全米最大級のライトレールである。2007年、カンザスシティ地域でもライトレールの計画があったが、2008年11月の住民投票で否決された。
セントルイスにあるゲイトウェイ・マルティモーダル輸送センターは州内最大の交通センターである。メトロリンクや地域バス交通のセントルイス・メトロバス、グレイハウンド、アムトラック、市内タクシーが集まるハブ駅になっている。
カンザスシティは、BNSF鉄道、ノーフォーク・サザン鉄道、カンザス・シティ・サザン鉄道、ユニオン・パシフィック鉄道が集中する貨物鉄道の要衝になっている。貨物輸送では国内2番目の中心であり、取扱量では第1位である。セントルイスも貨物輸送の重要な拠点である。スプリングフィールドはBNSF鉄道のハブ駅であり続けている。

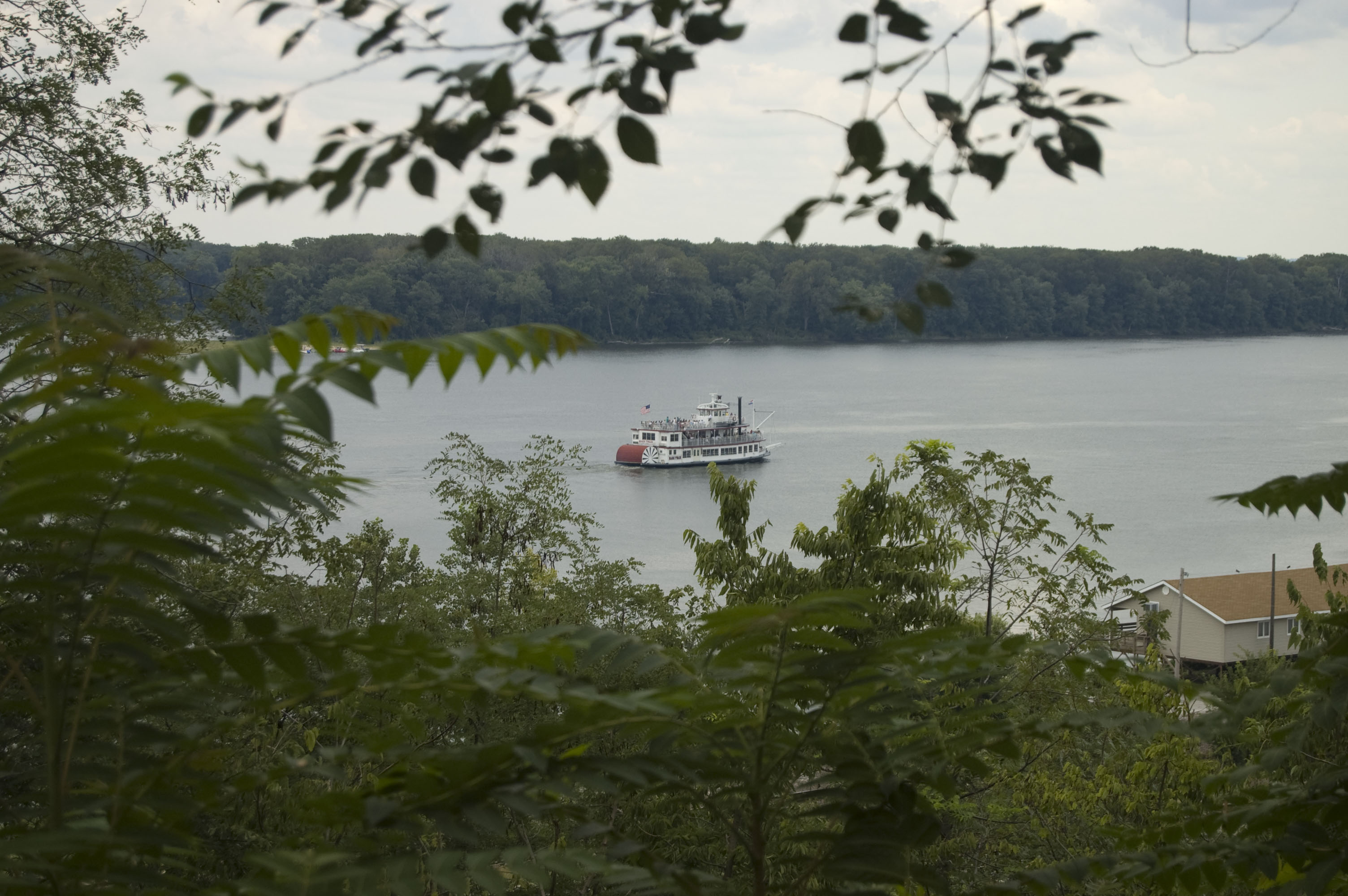
ハンニバルから見たミシシッピ川

### バス
多くの都市ではバスの定期便を運行しており、田園部郡の多くも公共輸送を行っている。グレイハウンド、トレイルウェイズ、メガバスが都市間バス便を運行している。

### 河川
ミシシッピ川とミズーリ川の州内を流れる部分はすべて商業船舶が運航できる。ミズーリ川は浚渫と突堤で水路が保たれ、ミシシッピ川には一連の閘門とダムがあり、岩石を避け、水深が深くなりすぎないようにしている。セントルイス市はミシシッピ川のバージが集まる場所である。

### 道路
関連項目：ミズーリ州の高規格道路リスト

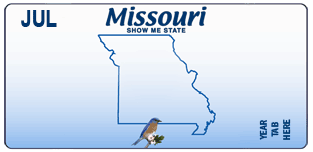
ミズーリ州の自動車ナンバープレート、2009年

2004年後半、ミズーリ州交通省は、円滑で安全で迅速な道路建設計画を開始し、2007年12月までに総延長2,200マイル（3,500キロ）の高規格道路を良好な状態にすることを目指した。2006年の交通事故死者数は1,257人だったが、2007年で974人、2008年で941人と低減されてきた。

#### 州間高速道路
- 州間高速道路29号線、 州間高速道路229号線
- 州間高速道路35号線、 州間高速道路435号線（カンザスシティ周回路）  Perimeter635号線
- 州間高速道路44号線
- 州間高速道路55号線、 州間高速道路155号線、 州間高速道路255号線（セントルイス市のイリノイ州側迂回路）
- 州間高速道路57号線
- 州間高速道路64号線
- 州間高速道路70号線、 州間高速道路170号線、 州間高速道路270号線（セントルイス市のミズーリ州側迂回路）、 州間高速道路470号線、 州間高速道路670号線
- 州間高速道路72号線
- 州間高速道路49号線（建設中）[41]
- 州間高速道路66号線（計画路線）

#### アメリカ国道

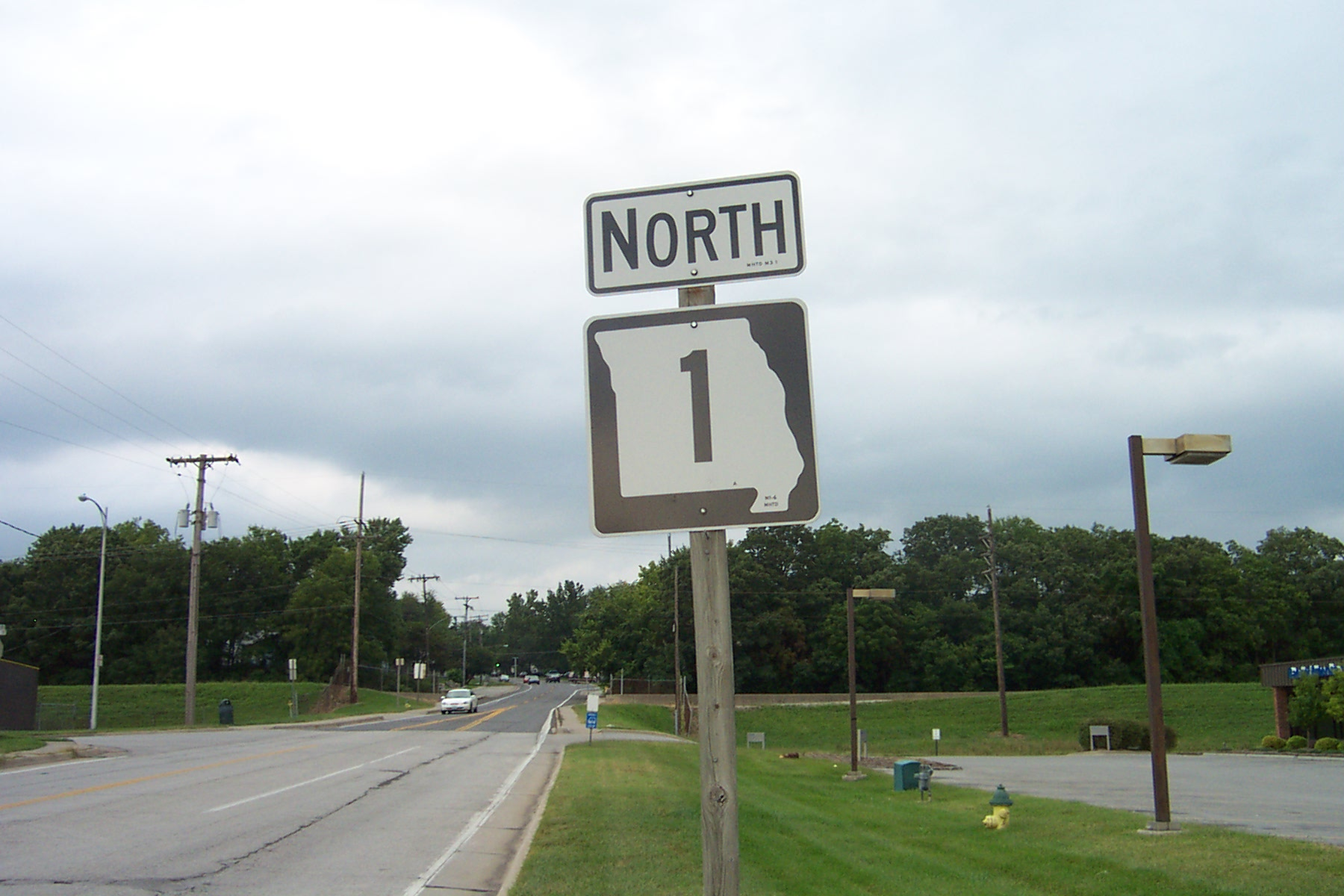
州西部のミズーリ州道1号線

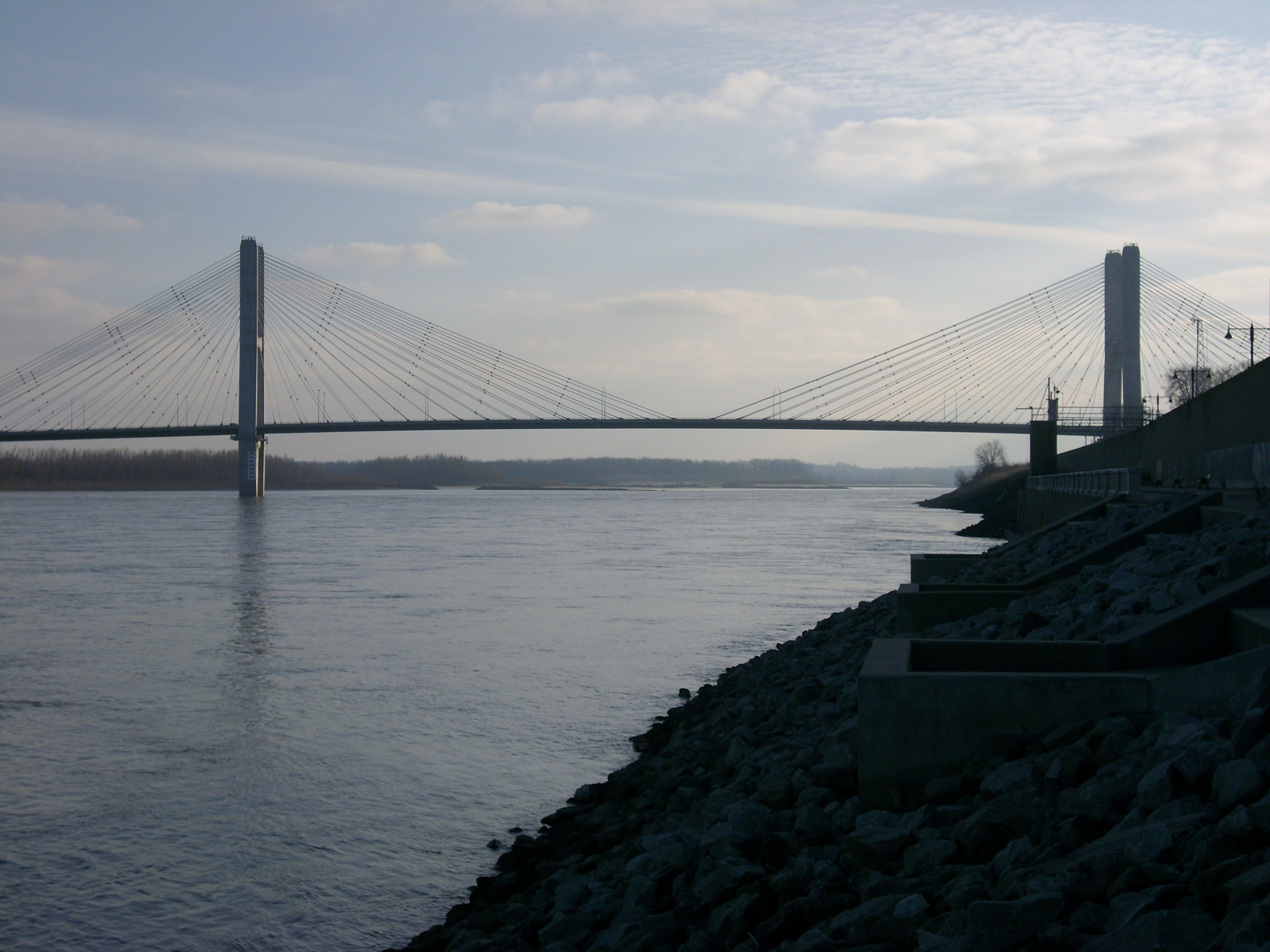
ケイプジラルドーとイリノイ州ケイプジラルドーを結ぶビル・エマーソン記念橋

南北道路
- アメリカ国道59号線
- アメリカ国道159号線
- アメリカ国道61号線
- アメリカ国道63号線
- アメリカ国道65号線
- アメリカ国道67号線
- アメリカ国道69号線
- アメリカ国道169号線
- アメリカ国道71号線
- アメリカ国道275号線

東西道路
- アメリカ国道412号線
- アメリカ国道24号線
- アメリカ国道36号線
- アメリカ国道136号線
- アメリカ国道40号線
- アメリカ国道50号線
- アメリカ国道54号線
- アメリカ国道56号線
- アメリカ国道60号線
- アメリカ国道160号線
- アメリカ国道460号線（州内では廃線）
- アメリカ国道62号線
- アメリカ国道66号線（廃線）
- アメリカ国道166号線
- アメリカ国道400号線

## 教育

### ミズーリ州教育委員会
ミズーリ州教育委員会は州内の公共教育全般を管轄する機関である。州知事が指名し、州上院で確認された8人の市民で構成されている。

### 初等中等教育
州法では7歳から17歳までの教育が義務づけられている。州法には、「7歳からその地区で就学が義務づけられる年齢の子供を保護または支配する両親、保護者またはこれに準ずる者は、その子供が公立学校、私立学校、教区学校、家庭教育、あるいはその組み合わせで、就学年齢の全期間教育を受けることを確実にしなければならない」とされている。
「その地区で就学が義務づけられる年齢」とは17歳を意味するか、16歳で高校卒業課程を修了することを意味している。
5歳から7歳の子供は学校に入ることを強制されない。しかし、公立学校に入学する場合は、両親、保護者またはこれに準ずる者が定期的に通学することを保証しなければならない。州内の初等中等学校は通常、小学校、中学校、高等学校の3段階に区分される。公共教育制度には幼稚園から12年生までが含まれる。学区の範囲は構造的に複雑なことが多い。一つの学区の小学校、中学校から別の学区の高校に進学する場合もある。高校の運動競技や競技会はミズーリ州高校活動協会が管轄している。
家庭教育は合法であり、義務教育に対する選択肢となっている。州初等中等教育省が監視したり規制したりすることはない。
補助教育プログラムであるミズーリ・スカラーズ・アカデミーが、州内の才能ある高校生に特別教育課程を提供している。ミズーリ・スカラーズ・アカデミーのサイトには、その目的が「このアカデミーは教育のあらゆるレベルで秀逸であるという州の願望を反映している。プログラムは州内の才能ある若者がその可能性を十分に実現できるために、学習と人的開発のための特別機会を提供する必要があるという前提に基づいている」と謳っている。
そのほか、英才教育の学校としてミズーリ科学・数学・コンピュータ・アカデミーがあり、ノースウェスト・ミズーリ州立大学内にある。

### 単科および総合大学

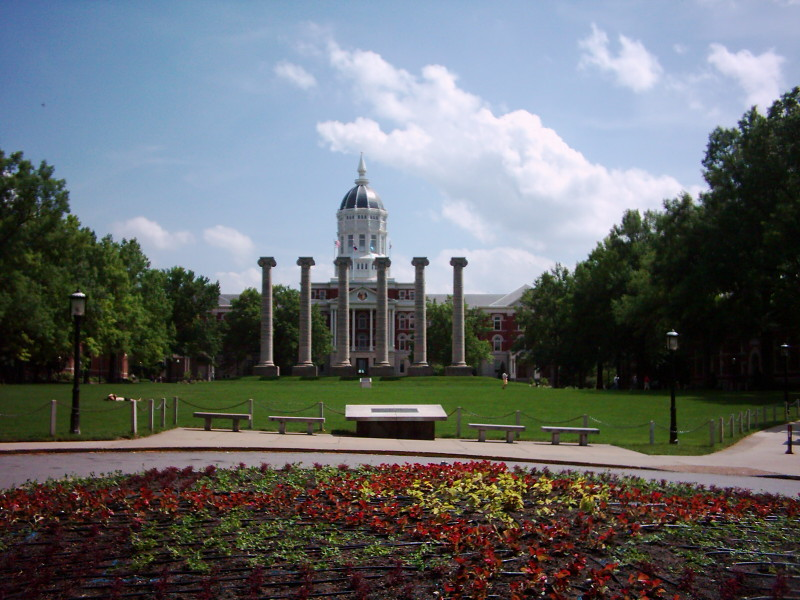
ミズーリ大学キャンパスにあるジェシー・ホールとデイビッド・R・フランシス中庭

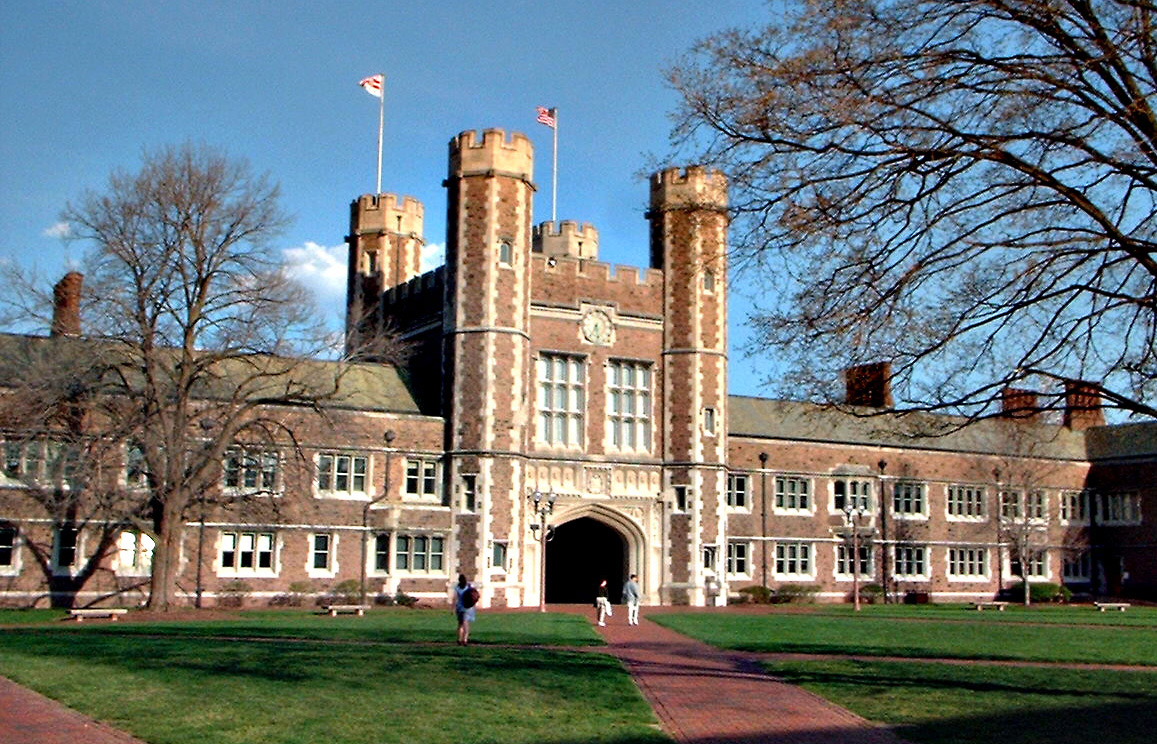
セントルイス・ワシントン大学のブルッキングス・ホール

ミズーリ大学システムは主要な州立大学の集まりである。旗艦校はミズーリ大学コロンビア校で、他にカンザスシティ校、セントルイス校、ミズーリ工科大学が含まれる。19世紀後半から20世紀初め、ミズーリ州は州内各地域に師範学校を設立し、当初は地域の名前がつけられていた。 1867年創設の北東ミズーリ州立大学は現在トルーマン州立大学、1871年創設の中央ミズーリ州立大学は現在ミズーリ中央大学、1873年創設のサウスイースト・ミズーリ州立大学、1905年創設のサウスウェスト・ミズーリ州立大学は現在ミズーリ州立大学、同じく1905年創設のノースウェスト・ミズーリ州立大学、1915年創設の西部ミズーリ州立大学、1937年創設の南部ミズーリ州立大学である。リンカーン大学とハリス・ストウ州立大学は19世紀半ばに設立された黒人向け大学である。
私立のセントルイス・ワシントン大学は大学評価の20傑に、セントルイス大学は70傑に入っている。州内には多くのジュニアカレッジ、実業学校、教会所属大学などがある。A・T・スティル大学は世界初の整骨療法医学校となった。ハンニバル・ラグランジ大学は1858年の創設であり、ミシシッピ川より西では初のカレッジとなった。
功績に応じて再交付される奨学金「ブライト・フライト」を州が予算化しており、州内の大学に進学する高校生の上位3パーセントに2,000ドルが与えられている。
19世紀にミズーリ州とカンザス州の間で起きた境界戦争の名残で、ミズーリ大学とカンザス大学のスポーツでライバル関係が続いており、おもにアメリカンフットボールやバスケットボールで争われている。ミシシッピ川より西では最古、国内でも2番目に古いライバル関係である。毎年開催される試合は「ボーダー・ウォー（境界戦争）」と名付けられている。試合後に勝者は歴史あるインディアンの戦争太鼓を受け取ることになっており、これが長い年月の間に行ったり来たりしている。
- アヴィラ大学 (ミズーリ州)
- バプテスト・バイブル大学 (ミズーリ州)
- セントラル・メソジスト大学
- オザーク大学
- コロンビアカレッジ (ミズーリ州)
- コティー大学
- カルヴァー・ストックトン大学
- デブライ大学カンザスシティ校
- ドルーリー大学
- エバンジェル大学
- フォントボーン大学
- グリーンリーフ大学
- ハンニバル・ラグランジ大学
- ヘリテージ大学
- カークスビル・オステオパシー大学
- リンデンウッド大学
- メリービル大学
- セントラル・ミズーリ大学
- ミズーリ州立大学
- サウスイースト・ミズーリ州立大学
- ノースウェスト・ミズーリ州立大学
- ミズーリ・ウェスタン州立大学
- ミズーリ・サザン州立大学
- リンカーン大学
- トルーマン州立大学
- ハリス・ストウ州立大学
- ミズーリ・バプテスト大学
- ミズーリ・ヴァレー大学
- オザーク・クリスチャン大学
- ロックハースト大学
- セントルイス薬科大学
- セントルイス大学
- サウスウェスト・バプテスト大学 (ミズーリ州)
- スティーブンス大学 (ミズーリ州)
- ミズーリ大学システム
  - ミズーリ大学コロンビア校
  - ミズーリ大学カンザスシティ校
  - ミズーリ大学セントルイス校
  - ミズーリ工科大学
- セントルイス・ワシントン大学
- ウェブスター大学 (ミズーリ州)
- ウェストミンスター大学 (ミズーリ州)
- ウィリアム・ジュエル大学（英語版）
- ウィリアム・ウッズ大学

## 芸術・文化

### オーケストラなど
- セントルイス交響楽団

### スポーツチーム
- MLB:セントルイス・カージナルスとカンザスシティ・ロイヤルズ
- NFL:カンザスシティ・チーフス
- NHL:セントルイス・ブルース
- MLS:セントルイス・シティSC

#### マイナーリーグ
- 野球
  - スプリングフィールド・カージナルス (AA, Texas League)

## その他

### 同州出身の有名人
- ミズーリ州出身の人物一覧を参照。

### 州の象徴など
- 州の木：ドッグウッド [45]
- 州の花：ホワイト・ホーソーン（White Hawthorn）の花

### 日本の姉妹都市
- （日本） - （州内）、年
- （長野県） - （ミズーリ州）
- （福島県会津若松市） - （リーズサミット市）
- （群馬県伊勢崎市） - （スプリングフィールド市）
- （群馬県榛名町） - （グランドビュー市）
- （東京都東村山市） - （インディペンデンス市）
- （新潟県新発田市） - （セントジェームズ市）
- （石川県白山市） - （コロンビア市）
- （長野県諏訪市） - （セントルイス市）
- （岡山県倉敷市） - （カンザスシティ市）